# Кингат
Кинга́т (укр. Кінгат, крымскотат. Kiñğat, Кинъгъат) — исчезнувшее село в Нижнегорском районе Республики Крым, располагавшееся на севере района, на правом берегу одного из русел устья Салгира, в полукилометре к юго-западу от современного села Изобильное.

## История
Первое документальное упоминание села встречается в Камеральном Описании Крыма… 1784 года, судя по которому, в последний период Крымского ханства Кан Ат входил в Кучук Карасовский кадылык Карасъбазарскаго каймаканства. После присоединения Крыма к России (8) 19 апреля 1783 года, (8) 19 февраля 1784 года, именным указом Екатерины II сенату, на территории бывшего Крымского Ханства была образована Таврическая область и деревня была приписана к Левкопольскому, а после ликвидации в 1787 году Левкопольского — к Феодосийскому уезду Таврической области. После Павловских реформ, с 1796 по 1802 год, входила в Акмечетский уезд Новороссийской губернии. По новому административному делению, после создания 8 (20) октября 1802 года Таврической губернии, Кингат был включён в состав Урускоджинской волости Феодосийского уезда.
По Ведомости о числе селении, названиях оных, в них дворов… состоящих в Феодосийском уезде от 14 октября 1805 года , в деревне Кингат числилось 10 дворов и 57 жителей. На военно-топографической карте генерал-майора Мухина 1817 года деревня Кингат обозначена с 15 дворами. После реформы волостного деления 1829 года Кинчат, согласно «Ведомости о казённых волостях Таврической губернии 1829 года», отнесли к Бурюкской волости (переименованной из Урускоджинской). На карте 1836 года в деревне 23 двора, как и на карте 1842 года.
В 1860-х годах, после земской реформы Александра II, деревню приписали к Шейих-Монахской волости. Согласно «Памятной книжке Таврической губернии за 1867 год», деревня Кингат была покинута жителями в 1860—1864 годах, в результате эмиграции крымских татар, особенно массовой после Крымской войны 1853—1856 годов, в Турцию и оставалась в развалинах. На трёхверстовой карте Шуберта 1865—1876 года деревня Кингат обозначена уже с 5 дворами. По «…Памятной книжке Таврической губернии на 1892 год» в безземельной деревне Кингат, не входившей ни в одно сельское общество, было 19 жителей, у которых домохозяйств не числилось. В дальнейшем в доступных источниках не встречается